# Campo Cuatro, Chihuahua
Campo Cuatro är en ort i Mexiko.   Den ligger i kommunen Nuevo Casas Grandes och delstaten Chihuahua, i den nordvästra delen av landet, 1 500 km nordväst om huvudstaden Mexico City. Campo Cuatro ligger 1 379 meter över havet och antalet invånare är 164.
Terrängen runt Campo Cuatro är platt.  Trakten runt Campo Cuatro är nära nog obefolkad, med mindre än två invånare per kvadratkilometer. Närmaste större samhälle är Guadalupe Victoria, 20,0 km söder om Campo Cuatro. Omgivningarna runt Campo Cuatro är i huvudsak ett öppet busklandskap.